# Poa abbreviata ssp. abbreviata
Poa abbreviata ssp. abbreviata là một phân loài cỏ trong họ hòa thảo, thuộc chi poa.